# Centaurea granatensis
Centaurea granatensis — вид квіткових рослин айстрових (Asteraceae). Ендемік півдня Іспанії.

## Середовище
Населяє кам'янисті місцевості.

## Морфологічна характеристика
Багаторічник 5–30 см заввишки. Листки прикореневі цілісні, черешкові, стеблові листки ліроподібні, сегменти довгасті. Квітки золотисто-жовті. Період цвітіння: літо.